# NHK教育テレビ土曜夕方6時台枠のアニメ
NHK教育テレビ土曜夕方6時台枠のアニメ（エヌエイチケーきょういくテレビどようゆうがた6じだいわくのアニメ）は、1995年4月8日からNHK教育テレビ（Eテレ）の土曜18時台に断続的に放送されているテレビアニメの作品一覧。

## 概要
NHK総合テレビで放送されていたアニメ放送枠を1995年4月からNHK教育テレビの土曜18時台に移動。
枠移動を繰り返し、2000年度と2003年度は放送なし。2011年10月の改編で30分繰り上げ、土曜17時30分からの放送となる。2013年3月をもって土曜17時55分枠を廃止し、一旦は土曜18時台のアニメ放送がなくなったが、2015年4月より2年ぶりに再開。また、2022年度からは後半枠においてもアニメ放送が再開されることとなった。

## 作品早見表
| 前半枠                           | 開始年月   | 年度     | 後半枠                                |
| -------------------------------- | ---------- | -------- | ------------------------------------- |
| 飛べ!イサミ                      | 1995年04月 | 1995年度 | 忍たま乱太郎                          |
| 飛べ!イサミ                      | 1995年10月 | 1995年度 | おまかせスクラッパーズ                |
| 忍たま乱太郎                     | 1996年04月 | 1996年度 | おまかせスクラッパーズ                |
| 忍たま乱太郎                     | 1996年07月 | 1996年度 | あずきちゃん                          |
| YAT安心!宇宙旅行                 | 1996年10月 | 1996年度 | あずきちゃん                          |
| YAT安心!宇宙旅行                 | 1997年04月 | 1997年度 | あずきちゃん                          |
| YAT安心!宇宙旅行                 | 1998年04月 | 1998年度 | あずきちゃん                          |
| 飛べ!イサミ                      | 1998年10月 | 1998年度 | あずきちゃん                          |
| アニメ放送なし                   | 1999年04月 | 1999年度 | カードキャプターさくら                |
| アニメ放送なし                   | 2000年04月 | 2000年度 | アニメ放送なし                        |
| アニメ放送なし                   | 2001年04月 | 2001年度 | コレクター・ユイ                      |
| アニメ放送なし                   | 2001年10月 | 2001年度 | カスミン                              |
| アニメ放送なし                   | 2002年04月 | 2002年度 | カスミン                              |
| アニメ放送なし                   | 2003年04月 | 2003年度 | アニメ放送なし                        |
| カスミン                         | 2004年04月 | 2004年度 | カードキャプターさくら                |
| メジャー                         | 2004年11月 | 2004年度 | カードキャプターさくら                |
| メジャー                         | 2005年04月 | 2005年度 | ツバサ・クロニクル                    |
| メジャー                         | 2006年04月 | 2006年度 | ツバサ・クロニクル                    |
| メジャー                         | 2007年04月 | 2007年度 | ツバサ・クロニクル                    |
| メジャー                         | 2007年05月 | 2007年度 | 電脳コイル                            |
| メジャー                         | 2008年04月 | 2008年度 | 電脳コイル                            |
| メジャー                         | 2008年06月 | 2008年度 | テレパシー少女 蘭                     |
| メジャー                         | 2009年01月 | 2008年度 | 獣の奏者 エリン                       |
| メジャー                         | 2009年04月 | 2009年度 | 獣の奏者 エリン                       |
| エレメントハンター               | 2009年07月 | 2009年度 | 獣の奏者 エリン                       |
| メジャー                         | 2010年04月 | 2010年度 | スター・ウォーズ/クローン・ウォーズ   |
| メジャー                         | 2010年09月 | 2010年度 | GIANT KILLING                         |
| バクマン。                       | 2010年10月 | 2010年度 | GIANT KILLING                         |
| バクマン。                       | 2011年04月 | 2011年度 | スター・ウォーズ/クローン・ウォーズ   |
| もしドラ                         | 2011年10月 | 2011年度 | アニメ放送なし                        |
| 日常                             | 2012年01月 | 2011年度 | アニメ放送なし                        |
| ふしぎの海のナディア             | 2012年04月 | 2012年度 | アニメ放送なし                        |
| ザ・ペンギンズ from マダガスカル | 2013年01月 | 2012年度 | アニメ放送なし                        |
| アニメ放送なし                   | 2013年04月 | 2013年度 | アニメ放送なし                        |
| アニメ放送なし                   | 2013年04月 | 2014年度 | アニメ放送なし                        |
| スポンジ・ボブ                   | 2015年04月 | 2015年度 | アニメ放送なし                        |
| ザ・ペンギンズ from マダガスカル | 2015年10月 | 2015年度 | アニメ放送なし                        |
| スポンジ・ボブ                   | 2016年04月 | 2016年度 | アニメ放送なし                        |
| ザ・ペンギンズ from マダガスカル | 2016年10月 | 2016年度 | アニメ放送なし                        |
| スポンジ・ボブ                   | 2017年04月 | 2017年度 | アニメ放送なし                        |
| スポンジ・ボブ                   | 2017年04月 | 2018年度 | アニメ放送なし                        |
| スポンジ・ボブ                   | 2017年04月 | 2019年度 | アニメ放送なし                        |
| スポンジ・ボブ                   | 2017年04月 | 2020年度 | アニメ放送なし                        |
| スポンジ・ボブ                   | 2017年04月 | 2021年度 | アニメ放送なし                        |
| スポンジ・ボブ                   | 2022年04月 | 2022年度 | アオアシ                              |
| スポンジ・ボブ                   | 2022年10月 | 2022年度 | 魔入りました!入間くん                 |
| スポンジ・ボブ                   | 2023年04月 | 2023年度 | パディントンのぼうけん                |
| スポンジ・ボブ                   | 2023年10月 | 2023年度 | キボウノチカラ〜オトナプリキュア'23〜 |
| スポンジ・ボブ                   | 2024年01月 | 2023年度 | 宇宙よりも遠い場所                    |
| スポンジ・ボブ                   | 2024年04月 | 2024年度 | はたらく細胞                          |
| スポンジ・ボブ                   | 2024年07月 | 2024年度 | はたらく細胞!!                        |
| スポンジ・ボブ                   | 2024年10月 | 2024年度 | 科学×冒険サバイバル!                  |
| 前半枠                           | 開始年月   | 年度     | 後半枠                                |

## 前半枠 放送作品

### 1995年度 - 1998年度
※NHK総合テレビ 土曜18時10分枠（モンタナ・ジョーンズ）から実質枠移動
- 飛べ!イサミ
  - 1995年04月08日[1] - 1996年03月30日[2] 初放送
  - 1998年10月10日 - 1999年04月03日 再放送
- 忍たま乱太郎
  - 1996年04月06日 - 09月28日 第1期 再放送
- YAT安心!宇宙旅行
  - 1996年10月05日[3] - 1997年09月27日 第1期 初放送
  - 1997年10月04日 - 1998年04月04日 第1期 再放送
  - 1998年04月11日 - 10月03日[4] 第2期 初放送

※金曜18時00分枠（コレクター・ユイ）に実質枠移動。

### 2004年度 - 2011年度前期
※水曜19時00分枠から枠移動
- カスミン
  - 2004年04月10日 - 11月06日 再放送
- メジャー
  - 2004年11月13日[5] - 2005年05月21日[6] 第1期 初放送
  - 2005年05月28日 - 12月03日 第1期 再放送
  - 2005年12月10日 - 2006年06月10日 第2期 初放送
  - 2006年06月17日 - 12月16日 第2期 再放送
  - 2007年01月06日 - 06月30日 第3期 初放送
  - 2007年07月07日 - 12月29日 第3期 再放送
  - 2008年01月05日 - 06月28日 第4期 初放送
  - 2008年07月05日 - 12月27日 第4期 再放送
  - 2009年01月10日[7] - 06月27日 第5期 初放送
  - 2010年04月03日 - 09月25日 第6期 初放送
- エレメントハンター
  - 2009年07月04日 - 2010年03月27日 初放送
- バクマン。
  - 2010年10月02日 - 2011年04月02日 第1期 初放送
  - 2011年04月09日 - 09月24日 第1期 再放送

※土曜17時30分枠に枠移動

### 2011年度後期 - 2012年度
土曜17時55分枠
※土曜18時25分枠（スター・ウォーズ/クローン・ウォーズ）から実質枠移動
- もしドラ
  - 2011年10月01日 - 12月03日 Eテレ初放送
- 日常
  - 2012年01月07日 - 03月24日 Eテレ版 初放送
- ふしぎの海のナディア
  - 2012年04月07日 - 2013年01月19日 再放送（デジタルリマスター版）
- ザ・ペンギンズ from マダガスカル
  - 2013年01月26日 - 03月30日 第2期 再放送

### 2015年度 - 2021年度
- スポンジ・ボブ
  - 2015年04月04日 - 09月26日
- ザ・ペンギンズ from マダガスカル
  - 2015年10月03日 - 2016年01月16日 第3期 Eテレ初放送
  - 2016年01月23日 - 04月02日 第2期 Eテレ初放送
- スポンジ・ボブ
  - 2016年04月09日 - 10月01日
- ザ・ペンギンズ from マダガスカル
  - 2016年10月08日 - 2017年04月01日
- スポンジ・ボブ
  - 2017年04月08日 - 2022年04月02日

### 2022年度以降
土曜17時55分枠
※放送開始を5分繰り上げ
- スポンジ・ボブ
  - 2022年04月09日 -

## 後半枠 放送作品

### 1995年度 - 1999年度（後半）
※土曜17時35分枠から枠移動
- 忍たま乱太郎
  - 1995年04月15日 - 09月23日 第1期 NHK教育テレビ初放送
- おまかせスクラッパーズ
  - 1995年10月07日 - 1996年06月29日 NHK教育テレビ初放送
- あずきちゃん
  - 1996年07月06日 - 1997年04月05日 第1期 NHK教育テレビ初放送
  - 1997年04月12日 - 1998年01月24日 第2期 NHK教育テレビ初放送
  - 1998年01月31日 - 04月04日 第2期 再放送
  - 1998年04月11日 - 1999年04月03日 第3期 NHK教育テレビ初放送 / 第1期 - 第2期 再放送
- カードキャプターさくら
  - 1999年04月10日 - 12月18日 第1期 NHK教育テレビ初放送
  - 1999年12月25日 - 2000年04月01日 第1期 再放送

※日曜18時00分枠に枠移動

### 2001年度 - 2002年度（後半）
※金曜18時00分枠から枠移動
- コレクター・ユイ
  - 2001年04月07日 - 10月06日 第2期 再放送
- カスミン
  - 2001年10月13日 - 2002年04月06日 第1期 初放送
  - 2002年04月13日 - 09月21日 第1期 再放送
  - 2002年10月05日 - 2003年04月05日 第2期 初放送

※水曜19時00分枠に枠移動

### 2004年度 - 2011年度前期（後半）
※月曜19時25分枠（冒険航空会社モンタナ）から実質枠移動
- カードキャプターさくら
  - 2004年04月10日 - 2005年01月08日 第1期 再放送
  - 2005年01月15日 - 04月02日 第2期 再放送
- ツバサ・クロニクル
  - 2005年04月09日 - 10月15日 第1期 初放送
  - 2005年10月22日 - 2006年04月22日 第1期 再放送
  - 2006年04月29日 - 11月04日 第2期 初放送
  - 2006年11月11日 - 2007年05月05日 第2期 再放送
- 電脳コイル
  - 2007年05月12日 - 12月01日 初放送
  - 2007年12月08日 - 2008年06月14日 再放送
- テレパシー少女 蘭
  - 2008年06月21日 - 12月20日 初放送
- 獣の奏者 エリン
  - 2009年01月10日[8] - 12月26日 初放送
  - 2010年01月09日 - 03月13日 総集編
- スター・ウォーズ/クローン・ウォーズ
  - 2010年04月03日 - 09月04日 第1期 NHK教育テレビ初放送
- GIANT KILLING
  - 2010年09月25日 - 2011年04月02日 NHK教育テレビ初放送
- スター・ウォーズ/クローン・ウォーズ
  - 2011年04月09日 - 09月10日 第2期 NHK教育テレビ初放送

※土曜17時55分枠（もしドラ）に実質枠移動

### 2022年度以降（後半）
※土曜17時35分枠から枠移動
- アオアシ
  - 2022年04月09日[9] - 09月24日[10] 初放送
- 魔入りました!入間くん
  - 2022年10月08日[11] - 2023年03月04日 第3期 初放送
- パディントンのぼうけん
  - 2023年04月08日[12] - 09月30日 集中放送後の再放送
- キボウノチカラ〜オトナプリキュア'23〜
  - 2023年10月07日[13] - 12月23日 初放送
- 宇宙よりも遠い場所
  - 2024年01月06日[14] - 03月30日 Eテレ初放送
- はたらく細胞
  - 2024年04月06日 - 07月06日 Eテレ初放送
- はたらく細胞!!
  - 2024年07月13日 -  09月28日 Eテレ初放送
- 科学×冒険サバイバル!
  - 2024年10月05日 - 2025年03月0 第1期 初放送
- アン・シャーリー
  - 2025年04月05日 - 初放送